# Meilleur basketteur européen de l'année FIBA Europe

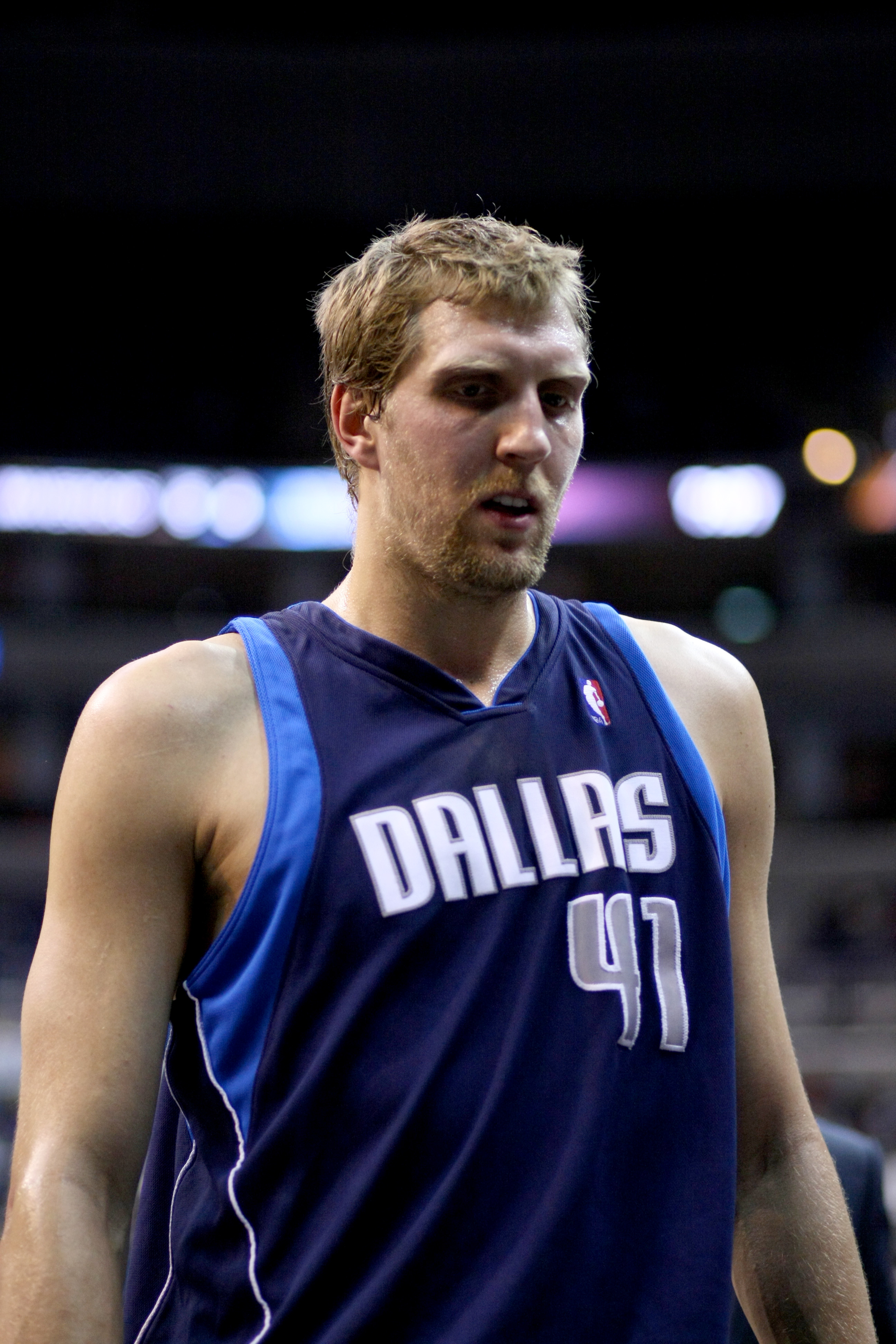
Dirk Nowitzki 2.

Le trophée de meilleur basketteur européen de l'année FIBA Europe (FIBA Europe Player of the Year) est un trophée de la FIBA Europe créé en 2005 pour les hommes et pour les femmes. Le vainqueur est un joueur de basket-ball européen ayant réussi les meilleures performances avec son club et sa sélection nationale au cours de l'année civile. Tous les joueurs européens sont éligibles à ce trophée, quel que soit le lieu où ils évoluent, y compris pour les joueurs NBA.
Le vainqueur est désigné à l'issue d'un vote de fans et d'un panel d'experts du basket-ball, de journalistes et d'entraîneurs de 25 pays. Contrairement au trophée Mr. Europa, remis par le magazine Superbasket et à l’Euroscar Award décerné par la Gazzetta dello Sport, les suffrages des supporters sont inclus dans le vote. 

## Palmarès masculin
| Année | Joueur               | Nationalité | Équipe                                     |
| ----- | -------------------- | ----------- | ------------------------------------------ |
|       |                      |             | 🇫🇷 Asnières sur seine                      |
| 2005  | Dirk Nowitzki        | Allemagne   | Mavericks de Dallas                        |
| 2006  | Theódoros Papaloukás | Grèce       | CSKA Moscou                                |
| 2007  | Andreï Kirilenko     | Russie      | Jazz de l'Utah                             |
| 2008  | Pau Gasol            | Espagne     | Grizzlies de Memphis Lakers de Los Angeles |
| 2009  | Pau Gasol            | Espagne     | Lakers de Los Angeles                      |
| 2010  | Miloš Teodosić       | Serbie      | Olympiakós                                 |
| 2011  | Dirk Nowitzki        | Allemagne   | Mavericks de Dallas                        |
| 2012  | Andreï Kirilenko     | Russie      | Timberwolves du Minnesota                  |
| 2013  | Tony Parker          | France      | Spurs de San Antonio                       |
| 2014  | Tony Parker          | France      | Spurs de San Antonio                       |

## Palmarès féminin
| Année | Joueur                 | Nationalité        | Équipe(s)                             |
| ----- | ---------------------- | ------------------ | ------------------------------------- |
| 2005  | Maria Stepanova        | Russie             | CSKA Samara                           |
| 2006  | Maria Stepanova        | Russie             | CSKA Samara                           |
| 2007  | Anete Jēkabsone-Žogota | Lettonie           | ŽBK Dynamo Moscou                     |
| 2008  | Maria Stepanova        | Russie             | CSKA Samara                           |
| 2009  | Sandrine Gruda         | France             | UMMC Ekaterinbourg Sun du Connecticut |
| 2010  | Hana Horáková          | République tchèque | Fenerbahce SK                         |
| 2011  | Alba Torrens           | Espagne            | Perfumerías Avenida Galatasaray SK    |
| 2012  | Céline Dumerc          | France             | Bourges                               |
| 2013  | Sancho Lyttle          | Espagne            | Galatasaray SK Dream d'Atlanta        |